# João Alves dos Santos
João Alves dos Santos OFMCap. (ur. 9 grudnia 1956 w Alto Alegre, zm. 9 kwietnia 2015 w São Paulo) – brazylijski duchowny katolicki, biskup Paranaguá w latach 2006-2015.

## Życiorys
Święcenia kapłańskie przyjął 4 grudnia 1982 w zgromadzeniu kapucynów. Po święceniach pracował duszpastersko w kilku zakonnych parafiach. W 1990 objął funkcję prowincjalnego promotora powołań zakonnych. W latach 1992–2001 był prowincjalnym definitorem, zaś w 2001 został wybrany przełożonym prowincji São Paulo.
2 sierpnia 2006 papież Benedykt XVI mianował go biskupem Paranaguá. Sakry biskupiej udzielił mu 30 września 2006 kard. Cláudio Hummes.
Zmarł w szpitalu w São Paulo 9 kwietnia 2015.